# Emilio Bigi
Emilio Bigi (* 19. Juni 1916 in Orsara di Puglia; † 13. Februar 2009 in Mailand) war ein italienischer Romanist und Italianist.

## Leben und Werk
Bigi studierte in Pisa (Abschluss 1938). Ab 1962 lehrte er an der Universität Triest, dann in Pisa, schließlich bis zu seiner Emeritierung als Professor für italienische Literatur in Mailand. Er war Mitherausgeber der Zeitschrift Giornale storico della letteratura italiana.

## Werke
- La poesia del Boiardo, Florenz 1941
- Dal Petrarca al Leopardi. Studi di stilistica storica, Mailand 1954
- La genesi del "Canto notturno" e altri studi sul Leopardi, Palermo 1967
- Forme e significati nella "Divina Commedia", Bologna 1981
- Poesia latina e volgare nel Rinascimento italiano, Neapel 1989
- Le città di Giacomo Leopardi, Florenz 1991
- Una vita più vitale. Stile e pensiero in Leopardi, hrsg. von Cristina Zampese, Venedig 2011

### Herausgebertätigkeit
- (Hrsg.) Lorenzo de Medici, Scritti scelti, Turin 1955
- (Hrsg.) Critici e storici della poesia e delle arti del secondo Settecento, Mailand 1960
- (Hrsg.) Opere di Francesco Petrarca, Mailand 1963
- (Hrsg.) Ludovico Ariosto, Orlando furioso, 2 Bde., Mailand 1982
- (Hrsg.) Poesia e critica tra fine Settecento e primo Ottocento, Mailand 1986